# Троицкое сельское поселение (Мордовия)
Троицкое се́льское поселе́ние — муниципальное образование в Ковылкинском районе Мордовии Российской Федерации.
Административный центр — село Троицк.

## История
Статус и границы сельского поселения установлены Законом Республики Мордовия от 7 февраля 2005 года № 13-З «Об установлении границ муниципальных образований Ковылкинского муниципального района, Ковылкинского муниципального района и наделении их статусом сельского поселения, городского поселения и муниципального района».
Законом Республики Мордовия от 20 мая 2008 года, было упразднено Ежовское  сельское поселение (сельсовет), а его населённые пункты были включены в Троицкое сельское поселение (сельсовет).
Законом Республики Мордовия от 17 мая 2018 года, было упразднено Покровское сельское поселение (сельсовет), а входившие в его состав населённые пункты были включены в Троицкое сельское поселение (сельсовет).

## Население
| 2002  | 2010  | 2012  | 2013  | 2014  | 2015  | 2016  |
| ----- | ----- | ----- | ----- | ----- | ----- | ----- |
| 2066  | ↘1873 | ↘1850 | ↘1826 | ↘1785 | ↘1720 | ↘1661 |
| 2017  | 2018  | 2019  | 2020  | 2021  |       |       |
| ↘1649 | ↘1603 | ↗1831 | ↘1821 | ↘1811 |       |       |

## Состав сельского поселения
| № | Населённый пункт | Тип населённого пункта | Население |
| - | ---------------- | ---------------------- | --------- |
| 1 | Высокое          | село                   | ↘0        |
| 2 | Ежовка           | село                   | ↘157      |
| 3 | Калинина         | посёлок                | ↘18       |
| 4 | Покровск         | село                   | ↘383      |
| 5 | Потьма           | посёлок                | ↘44       |
| 6 | Садовка          | деревня                | ↘44       |
| 7 | Троицк           | село                   | ↘1610     |